# صائد المحار المسود
صائد المحار المسود (الاسم العلمي: Haematopus ater) (بالإنجليزية: Blackish Oystercatcher)‏ هو نوع من الطيور يتبع جنس صائد المحار من فصيلة صائدات المحار.